# Drifters
Drifters (jap. ドリフターズ Dorifutāzu) – manga autorstwa Kōty Hirano, publikowana na łamach magazynu „Young King OURs” wydawnictwa Shōnen Gahōsha od kwietnia 2009.
Na podstawie mangi Hoods Drifters Studio wyprodukowało serial anime, którego emisja trwała od października do grudnia 2016. Między grudniem 2017 a listopadem 2018 zostały również wydane 3 odcinki OVA.

## Fabuła
Shimazu Toyohisa, podczas bitwy pod Sekigaharą, zostaje poważnie ranny. Będąc u kresu sił, nagle znajduje się w korytarzu pełnym drzwi, gdzie czeka na niego mężczyzna za biurkiem, który wysyła go przez najbliższe drzwi. Po pewnym czasie Toyohisa budzi się w innym świecie zamieszkałym zarówno przez ludzi, jak i wiele fantastycznych ras, w tym elfów, krasnoludów i hobbitów. Tam spotyka Odę Nobunagę i Nasu no Yoichiego, którzy również zostali przeniesieni, aby stać się częścią „Dryfujących”, frakcji będącej w konflikcie z „Odpadami”, inną grupą postaci znanych z kart historii, która chce przejąć władzę nad światem i zlikwidować wszystkich Dryfujących.

## Bohaterowie

### Dryfujący
- Murasaki (jap. 紫)

Seiyū: Mitsuru Miyamoto 
- Shimazu Toyohisa (jap. 島津 豊久)

Seiyū: Yūichi Nakamura 
- Oda Nobunaga (jap. 織田 信長)

Seiyū: Naoya Uchida 
- Nasu no Yoichi (jap. 那須資隆与一)

Seiyū: Mitsuki Saiga 
- Hannibal Barkas (jap. ハンニバル・バルカ Han’nibaru Baruka)

Seiyū: Yutaka Aoyama 
- Scypion Afrykański (jap. スキピオ・アフリカヌス Sukipio Afurikanusu)

Seiyū: Hiroshi Yanaka 
- Butch Cassidy (jap. ブッチ・キャシディ Butchi Kyashidi)

Seiyū: Daisuke Ono 
- Sundance Kid (jap. サンダンス・キッド Sandansu Kiddo)

Seiyū: Wataru Takagi 
- Naoshi Kanno (jap. 菅野直 Kanno Naoshi)

Seiyū: Tatsuhisa Suzuki 
- Tamon Yamaguchi (jap. 山口 多聞 Yamaguchi Tamon)

Seiyū: Yutaka Nakano 

### Odpady
- Easy (jap. イーズィー Īzī)

Seiyū: Kanae Itō 
- Pan Ciemności (jap. 黒王 Kokuō)

Seiyū: Taiten Kusunoki 
- Toshizō Hijikata (jap. 土方 歳三 Hijikata Toshizō)

Seiyū: Hiroki Yasumoto 
- Joanna d’Arc (jap. ジャンヌ・ダルク Jan’nu Daruku)

Seiyū: Junko Minagawa 
- Gilles de Rais (jap. ジルドレ Jirudore)

Seiyū: Kenji Nomura 
- Anastazja Nikołajewna Romanowa (jap. アナスタシア・ニコラエヴァ・ロマノヴァ Anasutashia Nikoraevua Romanovua)

Seiyū: Junko Kitanishi 
- Grigorij Rasputin (jap. グリゴリー・ラスプーチン Gurigorī Rasupūchin)

Seiyū: Masahiko Tanaka 
- Akechi Mitsuhide (jap. 明智 光秀)

Seiyū: Shō Hayami 
- Yoshitsune Minamoto (jap. 源 義経 Minamoto Yoshitsune)

Seiyū: Akira Ishida 

### Imperium Orte
- Adolf Hitler (jap. アドルフ・ヒトラー Adorufu Hitorā)

- Hrabia de Saint-Germain (jap. サン・ジェルミ伯 San Jerumi Haku)

Seiyū: Tomokazu Sugita 
- Mills (jap. ミルズ Miruzu)

Seiyū: Hirofumi Nojima 
- Aram (jap. アラム Aramu)

Seiyū: Isshin Chiba 
- Alesta (jap. アレスタ Aresuta)

Seiyū: Kenji Fukuda 
- Flamé (jap. フラメ Furame)

Seiyū: Koji Yusa 

### Bractwo października
- Abe no Seimei (jap. 安倍 晴明)

Seiyū: Takahiro Sakurai 
- Olminu (jap. オルミーヌ Orumīnu)

Seiyū: Shiho Kokido 
- Kafet (jap. カフェト Kafeto)

Seiyū: Masakazu Nishida 

### Elfowie
- Mark (jap. マルク Maruku)

Seiyū: Tomoko Tsuzuki 
- Marsha (jap. マーシャ Māsha)

Seiyū: Sayori Ishizuka 
- Shara (jap. シャラ)

Seiyū: Junji Majima 

### Inni
- Brązowy Smok (jap. 青銅竜 Seidōryu)

Seiyū: Rintarō Nishi 
- Doug (jap. ドグ Dogu)

Seiyū: Riki Kagami 
- Banzelmashin Shylock VIII (jap. バンゼルマシン・シャイロック8世 Banzerumashin shairokku Ha-sei)

Seiyū: Tomoaki Maeno 

## Manga
Seria zadebiutowała 30 kwietnia 2009 w magazynie „Young King OURs”. Następnie wydawnictwo Shōnen Gahōsha rozpoczęło zbieranie rozdziałów do wydań w formacie tankōbon, których pierwszy tom ukazał się 7 lipca 2010. Według stanu na 10 sierpnia 2023, do tej pory wydano 7 tomów.
W Polsce manga ukazuje się nakładem wydawnictwa Japonica Polonica Fantastica.
| Nr | Język japoński       | Język japoński         | Język polski     | Język polski           |
| Nr | Data wydania         | ISBN                   | Data wydania     | ISBN                   |
| -- | -------------------- | ---------------------- | ---------------- | ---------------------- |
| 1  | 7 lipca 2010         | ISBN 978-4-08-877725-2 | czerwiec 2016    | ISBN 978-83-7471-577-5 |
| 2  | 13 października 2011 | ISBN 978-4-78-593714-0 | wrzesień 2016    | ISBN 978-83-7471-578-2 |
| 3  | 18 marca 2013        | ISBN 978-4-78-595043-9 | marzec 2017      | ISBN 978-83-7471-579-9 |
| 4  | 27 października 2014 | ISBN 978-4-78-595436-9 | czerwiec 2017    | ISBN 978-83-7471-580-5 |
| 5  | 6 czerwca 2016       | ISBN 978-4-78-595790-2 | kwiecień 2019    | ISBN 978-83-7471-740-3 |
| 6  | 30 listopada 2018    | ISBN 978-4-78-596344-6 | październik 2019 | ISBN 978-83-7471-741-0 |
| 7  | 10 sierpnia 2023     | ISBN 978-4-7859-7497-8 | —                |                        |

## Anime
W numerze „Young King OURs” z maja 2015 roku ogłoszono, że trwają prace nad adaptacją w formie anime. Serial został wyreżyserowany przez Kenichiego Suzukiego, wyprodukowany przez NBCUniversal Entertainment Japan i zanimowany przez Hoods Drifters Studio. Scenariusz napisali Hideyuki Kurata i Yōsuke Kuroda, postacie zaprojektował Ryoji Nakamori, muzykę zaś skomponowali Yasushi Ishii i Hayato Matsuo. 12-odcinkowa seria była emitowana od 7 października do 23 grudnia 2016 w Tokyo MX i innych stacjach. Motywem otwierającym jest „Gospel Of The Throttle 狂奔REMIX ver.” w wykonaniu Minutes til Midnight, natomiast kończącym „Vermillion” autorstwa Maon Kurosaki.
Na końcu dwunastego odcinka zapowiedziano powstanie drugiego sezonu z wiadomością „See You Again, Tokyo 20XX”. 10 października 2017 ogłoszono, że odcinki trzynasty i czternasty, pierwsze dwa odcinki drugiego sezonu zostaną wydane 23 grudnia 2017 na płytach Blu-ray w wersji zwykłej i limitowanej. Piętnasty odcinek został wydany 30 listopada 2018 na DVD wraz ze specjalnym wydaniem szóstego tomu mangi.

### Lista odcinków
| №        | Tytuł                                                                                          | Premiera odcinka              |
| -------- | ---------------------------------------------------------------------------------------------- | ----------------------------- |
| 1        | Fight Song                                                                                     | 7 października 2016           |
| 2        | Kakato naru (踵鳴る)                                                                           | 14 października 2016          |
| 3        | Ore-gun akatsuki no shutsugeki (俺軍 暁の出撃)                                                 | 21 października 2016          |
| 4        | Akutibu hāto (アクティブハート)                                                                | 28 października 2016          |
| 5        | Ai o torimodose (愛をとりもどせ)                                                               | 4 listopada 2016              |
| 6        | Men of Destiny                                                                                 | 11 listopada 2016             |
| 7        | Kaosu daibā (カオスダイバー)                                                                   | 18 listopada 2016             |
| 8        | Fushigi CALL ME (不思議CALL ME)                                                                | 25 listopada 2016             |
| 9        | Honki bonbā (本気ボンバー)                                                                     | 2 grudnia 2016                |
| 10       | Baba Yetu                                                                                      | 9 grudnia 2016                |
| 11       | Pisutoru daimyō no bōken 〜hinawa maru kazoeuta〜 (ピストル大名の冒険 〜火縄丸数え歌〜)        | 16 grudnia 2016               |
| 12       | Mitsumete shinsengumi 〜 nekketsu kyūshū danji no uta 〜 (みつめて新選組 〜熱血九州男児の唄〜) | 23 grudnia 2016               |
| 13 (OVA) | Riraito (リライト)                                                                             | 23 grudnia 2017 (DVD/Blu-ray) |
| 14 (OVA) | Bring On a War                                                                                 | 23 grudnia 2017 (DVD/Blu-ray) |
| 15 (OVA) | The Outlandish Knight                                                                          | 30 listopada 2018 (DVD)       |

## Odbiór
Manga była dwukrotnie nominowana do nagrody Manga Taishō, raz w roku 2011 i ponownie w 2012.